# Пол Сарбейнз
Пол Спірос Сарбейнз (англ. Paul Spyros Sarbanes, грец. Παύλος Σπύρος Σαρμπάνης; нар. 3 лютого 1933, Солсбері, Меріленд — 6 грудня 2020) — сенатор-демократ від штату Меріленд у 1977–2007.

## Біографія
За походженням — грек, православний (його батьки — емігранти з Греції, область Лаконія). Бакалавр Принстонського університету (1954), у 1957 закінчив також Бейлліольскій коледж Оксфордського університету (Велика Британія), після чого у 1960 році завершив юридичну освіту у Гарварді.

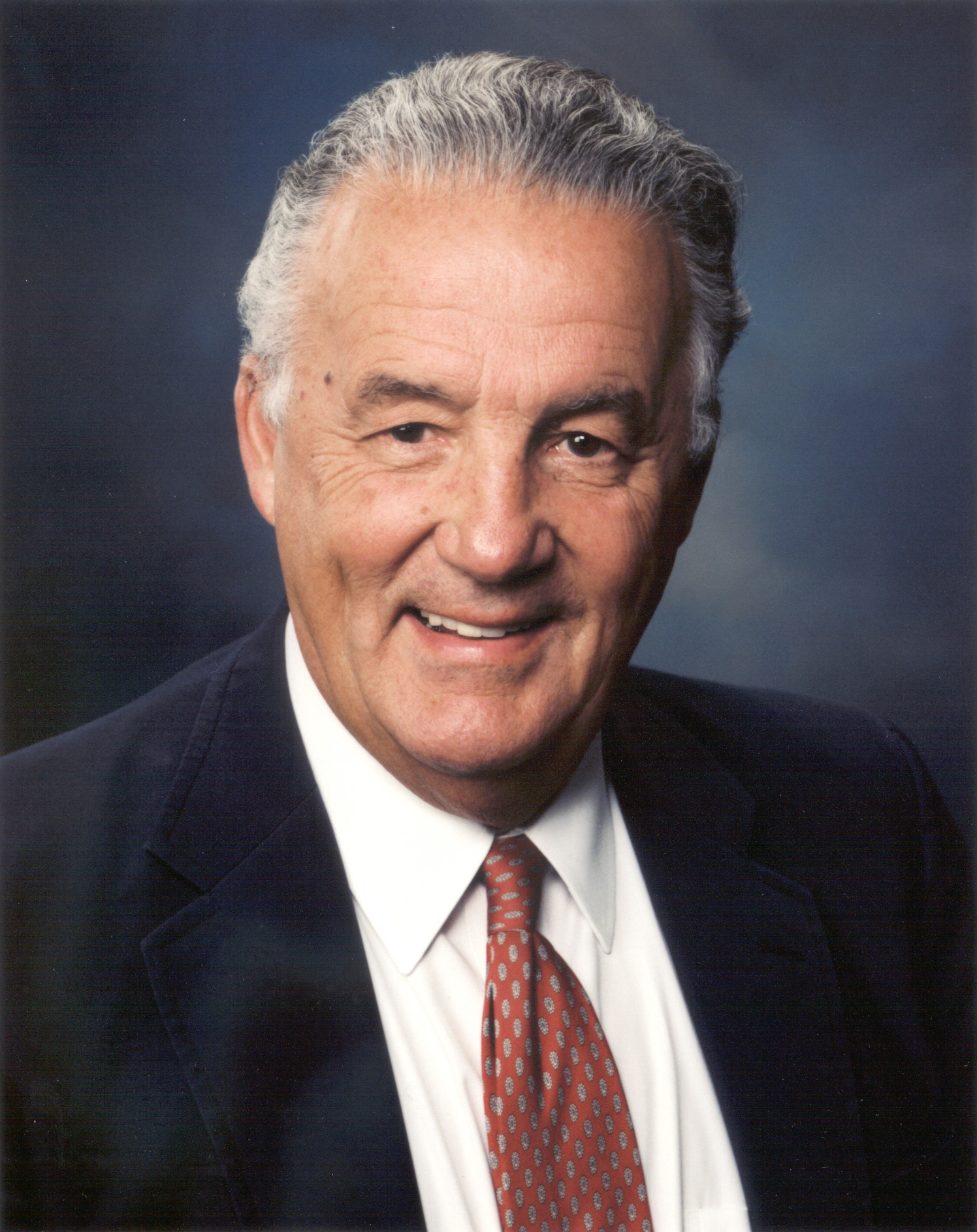
Пол Сарбейнз

Сарбейнз був членом Палати представників США з 1971 по 1977, з 1967 по 1971 входив до Палати делегатів Меріленду.
Здобув популярність як один з авторів Закону Сарбейнза-Окслі про захист інтересів інвесторів, який був прийнятий після серії скандалів, пов'язаних з тим, що керівники великих корпорацій навмисно спотворювали бухгалтерську звітність, щоб завищити вартість активів своїх корпорацій. Закон Сарбейнза-Окслі має суперечливу репутацію: його противники вважають, що закон багато в чому обмежує вільний бізнес і вводить «надмірний» контроль над бізнесом.
Його син, Джон Сарбейнз, з 2006 року є конгресменом від штату Меріленд.